# Neotamias senex
Tamias senex — вид бурундуків, що мешкає на заході США. Він зустрічається в Каліфорнії, Орегоні та Неваді, і є поширеним видом у Сьєрра-Неваді.

## Опис
Загальна довжина бурундука Аллена становить близько 229–261 мм, а довжина хвоста — 90–111 мм. Дорослі особини важать 66,8–108,5 г, причому самки в середньому більші за самців, оскільки вид демонструє коефіцієнт диморфізму 1,033. Прибережний підвид (Neotamias senex pacifica) характеризується загальним темним забарвленням хутра з невиразними спинними смугами, подібно до Neotamias townsendii. Внутрішньоматериковий підвид (Neotamias senex senex) має набагато світліше забарвлення з коричнево-жовтим хутром з димчасто-сірим відтінком. Влітку і взимку на спині видно характерну чорну серединну смугу вздовж спини.